# Phenacomys
Phenacomys és un gènere de rosegadors de la família dels cricètids. Totes les espècies d'aquest grup, tant les vivents com les extintes, són oriündes de Nord-amèrica. El seu hàbitat natural són les zones obertes amb ericàcies i arbres o matolls dispersos, així com els prats i la tundra alpina. La seva fesomia recorda els seus parents dels gèneres Myodes i Microtus. El nom genèric Phenacomys significa ‘ratolí impostor’ en llatí.